# Sierra Bullones
Sierra Bullones è una municipalità di sesta classe delle Filippine, situata nella Provincia di Bohol, nella Regione del Visayas Centrale.
Sierra Bullones è formata da 22 baranggay:
- Abachanan
- Anibongan
- Bugsoc
- Canlangit
- Canta-ub
- Casilay
- Danicop
- Dusita
- Cahayag
- La Union
- Lataban
- Magsaysay
- Man-od
- Matin-ao
- Poblacion
- Salvador
- San Agustin
- San Isidro
- San Jose
- San Juan
- Santa Cruz
- Villa Garcia